# 해운초등학교 (경기)
해운초등학교는 대한민국 경기도 화성시에 있는 공립 초등학교이다.

## 학교 연혁
- 1956. 04. 05. 서신국민학교 해운분실 개교
- 1957. 08. 10. 서신국민학교 운평분교장 승격 승인
- 1960. 01. 26. 해운국민학교로 승격 인가
- 1960. 04. 01. 해운국민학교 개교(6학급 편성)
- 1960. 07. 12. 초대 원유각 교장 부임
- 1961. 03. 07. 제1회 졸업식 거행
- 1964. 11. 01. 급식소 준공
- 1979. 02. 09. 백거장학회 설립
- 1981. 03. 01. 해운국민학교 병설유치원 개원
- 1991. 12. 31. 컴퓨터실 1개 교실 증축
- 1996. 03. 01. 해운초등학교로 교명 변경
- 1997. 07. 17. 아름다운 학교 선정(전국 우수, 경기도 최우수)
- 1997. 09. 30. 급식소 시설물 설치
- 2002. 10. 22. 잔디 운동장 설치
- 2004. 12. 08. 급식소 및 종합 도서실 개관
- 2007. 02. 20. 화성시 우수학교급식소 선정
- 2007. 03. 01. 도지정 정책 연구학교 지정
- 2007. 11. 25. 인라인스케이트장 및 학교 숲가꾸기 완공
- 2009. 07. 01. 교육과학기술부 지정 사교육절감형 창의경영학교 1년차 운영(1년간)
- 2009. 05. 01. 초등돌봄교실1반 신설 및 리모델링(1실)
- 2009. 11. 28. 영어학습실, 도서실, 보건실, 방송실 신축 개관
- 2010. 07. 01. 교육과학기술부 지정 사교육절감형 창의경영학교 2년차 운영(1년간)
- 2010. 09. 01. 경기도교육청 지정 사교육 없는 자율학교 운영(5개년간)
- 2010. 12. 28. 교육과학기술부 주관 전국 100대 영어 리더학교 선정
- 2011. 07. 01. 교육과학기술부 지정 사교육절감형 창의경영학교 3년차 운영(8개월간)
- 2011. 10. 01. 초등돌봄교실 2반 증설 및 리모델링(1실)
- 2012. 09. 01. 제20대 조성배 공모교장 취임
- 2013. 03. 03. 방과후교실 2실 리모델링
- 2013. 04. 09. 한국국악협회화성지부 지정 청소년두레육성사업학교
- 2014. 02. 14. 제54회 졸업(12명, 졸업생 총 누계 1,843명)
- 2014. 03. 01. 초등돌봄교실 4개반 편성(1,2학년/3학년/4학년/5,6학년)
- 2015. 02. 13. 제55회 졸업(12명, 졸업생 총 누계 1,855명)
- 2015. 03. 01. 6학급 편성, 병설유치원 1학급 편성
- 2015. 03. 01. 초등돌봄교실 2개반 편성(1,2학년/3,4학년)